# Hyalorrhipis shestoperovi
Hyalorrhipis shestoperovi is een rechtvleugelig insect uit de familie veldsprinkhanen (Acrididae). De wetenschappelijke naam van deze soort werd voor het eerst geldig gepubliceerd in 1929 door Uvarov & Moritz.